# Hessisches Hauptstaatsarchiv
Das Hessische Hauptstaatsarchiv Wiesbaden ist eine Abteilung des Hessischen Landesarchivs und hat seinen Sitz in der Landeshauptstadt Wiesbaden. Es dient neben dem Hessischen Staatsarchiv Darmstadt und dem Hessischen Staatsarchiv Marburg als Regionalarchiv und hat zusätzlich die Aufgabe des Zentralarchivs für die hessischen Verfassungsorgane, Ministerien und weitere Institutionen mit landesweiter Zuständigkeit.

## Name
Das Archiv wurde mehrfach umbenannt. Es hieß
- bis 1945: Preußisches Staatsarchiv Wiesbaden
- bis 1958: Staatsarchiv Wiesbaden
- bis 1963: Hauptstaatsarchiv Wiesbaden
- seit 1963: Hessisches Hauptstaatsarchiv
- seit 2018: Hessisches Landesarchiv, Abteilung Hauptstaatsarchiv Wiesbaden

## Geschichte

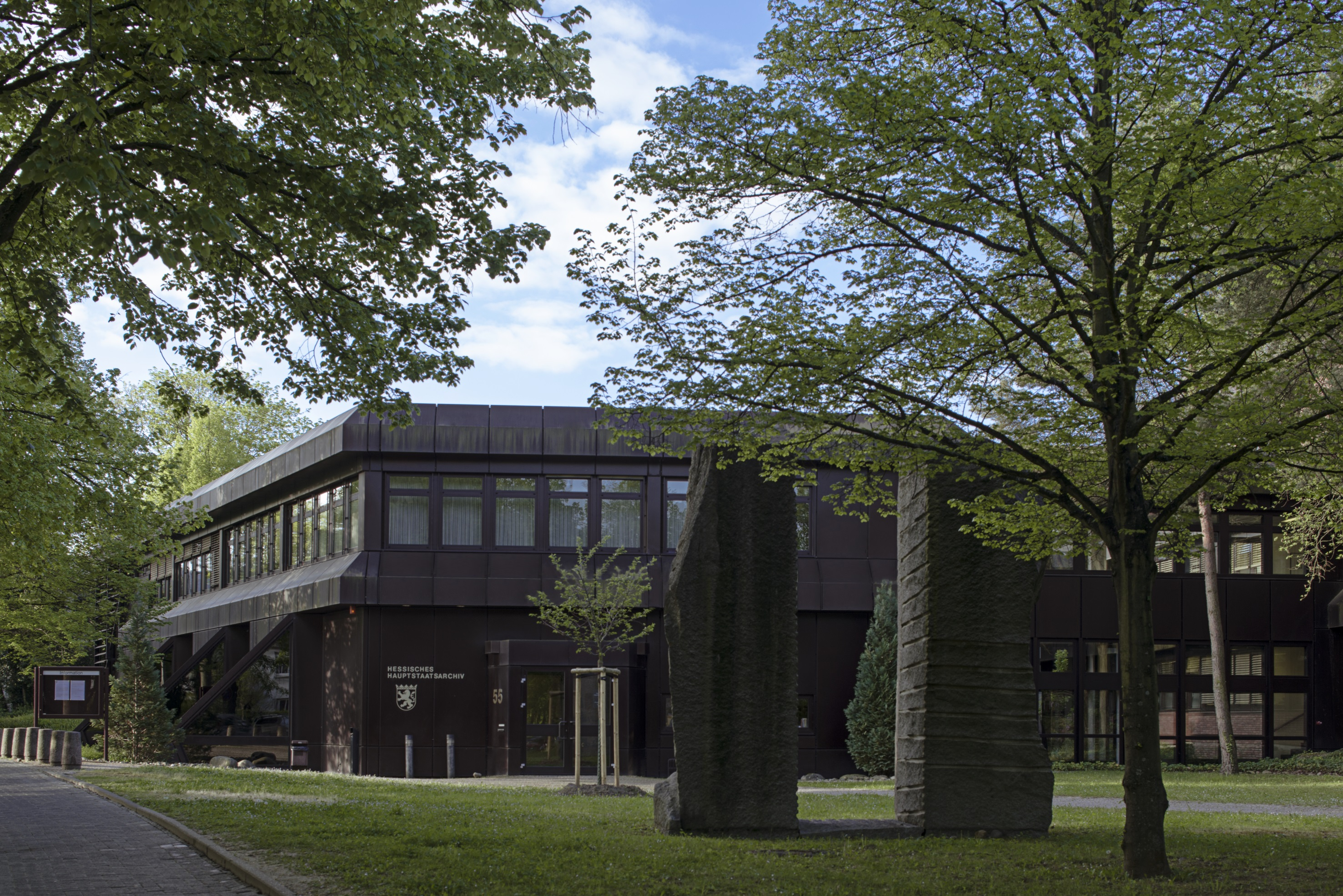
Das Hessische Hauptstaatsarchiv

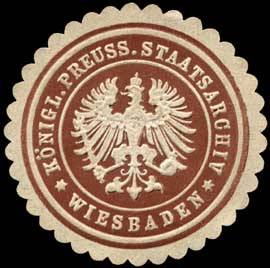
Siegelmarke Königlich Preussisches Staatsarchiv – Wiesbaden

Das Hessische Hauptstaatsarchiv geht auf die Archive der nassauischen Grafschaften und Fürstentümer zurück. Mit dem Eintritt der Fürsten von Nassau-Usingen und Nassau-Weilburg in den Rheinischen Bund entstand im August 1806 das Herzogtum Nassau mit der Hauptstadt Wiesbaden. Die Änderung der Herrschaftsverhältnisse bedingte eine grundlegende Neuorganisation auch der Archivlandschaft. Das alte Regierungsarchiv der Linie Nassau-Usingen im Schloss Idstein erhielt nun die Funktion des herzoglichen Zentralarchivs, das die historischen Archivbestände der früheren Fürstentümer Nassau-Idstein und Nassau-Usingen aufnahm. Ihm unterstanden Außenstellen in Weilburg, Dillenburg und Hachenburg. Mit in das neue Zentralarchiv flossen die Archive jener mehr als 20 geistlichen und weltlichen Territorien ein, die 1803 beim Reichsdeputationshauptschluss aufgelöst und den nassauischen Fürstentümern zugeschlagen worden waren.
Die Annexion des Herzogtums Nassau durch Preußen nach dem Preußisch-Österreichischen Krieg 1866 führte zu einer weiteren Verwaltungsneuorganisation. Zusammen mit der vormals Freien Stadt Frankfurt ging es im preußischen Regierungsbezirk Wiesbaden auf. Um dem starken Zuwachs an Archivgut gerecht zu werden, errichtete die preußische Archivverwaltung im Jahr 1881 einen Archivneubau in der Mainzer Straße in Wiesbaden. Dieses Archivgebäude, das 1908/1909 um ein Magazingebäude erweitert wurde, überstand den Zweiten Weltkrieg weitgehend unbeschadet und wurde nach der Gründung des Landes Hessen im September 1945 zu einem der drei hessischen Staatsarchive. Es blieb regional zuständig für den Regierungsbezirk Wiesbaden. Auch nach dessen Auflösung im Jahr 1968 betreut das Hauptstaatsarchiv bis heute das Archivgut der nachgeordneten staatlichen Dienststellen aus dessen ehemaligem Gebiet. Zusätzlich erhielt das Staatsarchiv Wiesbaden nach Gründung des Landes Hessen die Funktion eines Archivs für die zentralen Behörden und Institutionen des Landes – woraus sich die Bezeichnung Hauptstaatsarchiv ableitet.

## Leitung
- 1840–1853 Friedrich Traugott Friedemann
- 1866–1872 Karl Rossel

- 1878–1896 Wilhelm Sauer
- 1897–1921 Paul Wagner
- 1921–1931 Max Eugen Domarus
- 1933–1938 Rudolf Vaupel
- 1939–1947 Wilhelm Georg Smidt
- 1947–1961 Georg Wilhelm Sante
- 1961–1970 Otto Renkhoff
- 1971–1976 Wolf-Heino Struck
- 1976–1995 Wolf-Arno Kropat
- 1996–1999 Winfried Schüler
- 1999–2014 Klaus Eiler
- 2014–2019 Volker Eichler
- 2019–heute: Nicola Wurthmann[2]

## Bestände
Die Bestände gliedern sich in sechs Obergruppen:
- Altes Reich
- Herzogtum Nassau
- Preußen
- Land Hessen
- Bestände nichtstaatlicher Herkunft (Kommunen, Parteien, Verbände, sonstige Körperschaften sowie von Einzelpersonen)
- Sonderbestände und Sammlungen (Unterlagen zum Liegenschafts-, Personenstands- und Bevölkerungswesen, Handschriften und Kopiare, Druckschriften, Manuskripte, Karten, Pläne, Bild- und Tongut, kulturgeschichtliche Sammlungen sowie Dokumentationen)

### Altbestände
Die Altbestände umfassen:
- Hausarchiv und Überlieferung Oranien-Nassau
- Nassauische Grafschaften und Fürstentümer
- Grafschaft Sayn-Hachenburg und weitere Herrschaften.
- Herzogtum Nassau
- Freie Reichsstadt Frankfurt
- Landgrafschaft Hessen-Homburg
- Provinz Hessen-Nassau
- Regierungsbezirk Wiesbaden (mit Montabaur und Rhein-Lahn-Kreis [bis 1945])
- Archive der in der Säkularisation übernommenen Klöster:
  - Kloster Arnstein,
  - Kloster Eberbach,
  - Kloster Marienstatt und
  - Stift Limburg
- Teile der teilweise zu dem damaligen Herzogtum Nassau gekommenen Gebiete
  - Erzbistum Mainz
  - Erzbistum Trier
- Familienarchive, zum Beispiel:
  - von Dungern
  - Marschall von Bieberstein
- Reichskammergericht

### Neuzugänge
Das Hessische Hauptstaatsarchiv besitzt eine doppelte Zuständigkeit:
- Ihm obliegt die Übernahme der historisch bedeutsamen Unterlagen der hessischen Ministerien sowie aller Behörden, Gerichte und staatlichen Einrichtungen mit einer Zuständigkeit für das gesamte Land Hessen. In dieser Funktion unterhält es außerdem ein Zwischenarchiv für Schriftgut, das noch der behördlichen Aufbewahrungsfrist unterliegt.
- Als Regionalarchiv ist es – wie die beiden anderen hessischen Staatsarchive in Marburg und Darmstadt – zuständig für das Archivgut der nachgeordneten staatlichen Dienststellen in den kreisfreien Städten Frankfurt am Main und Wiesbaden sowie den Landkreisen Hochtaunuskreis, Lahn-Dill-Kreis, Landkreis Limburg-Weilburg, Main-Kinzig-Kreis, Main-Taunus-Kreis und Rheingau-Taunus-Kreis.[3]

Neben den Archivalien aus den Registraturen staatlicher Verwaltungen und kirchlicher Institutionen werden ergänzend auch Unterlagen nicht-staatlicher Herkunft verwahrt, etwa von Parteien und Verbänden sowie Nachlässe von Wissenschaftlern, Personen der Zeitgeschichte und Politikernachlässe, so etwa von Karl Geiler, Erwin Stein, Heinrich Troeger und Holger Börner.

### Umfang
Derzeit verwahrt das Hessische Hauptstaatsarchiv Bestände in einem Umfang von
- 65.004 Urkunden aus den Jahren 910 bis ca. 1850,
- ca. 50 Regalkilometern Akten und Amtsbücher, Salbücher, Protokolle, Rechnungen und Kataster (ab dem 15. Jahrhundert),
- ca. 196.000 Karten, Pläne und Plakate,
- ca. 261.000 Bilder und Fotografien und
- Bibliothek mit über 100.000 Bänden.

## Weitere Funktionen
Im Gebäude des Hessischen Hauptstaatsarchivs Wiesbaden haben auch weitere zentrale Aufgabenbereiche für das Hessische Landesarchiv ihren Sitz:
- die Verfilmung historisch wertvoller hessischer Archivbestände im Auftrag des Bundes;
- Federführung bei der Entwicklung und dem Betrieb moderner Archivinformationstechnologie, etwa des Archivinformationssystems Arcinsys[4];
- Digitales Archiv Hessen, das digitales Archivgut, sogenannte born digitals, aufnimmt (seit Ende 2009)
- Zentrale Presse- und Öffentlichkeitsarbeit (Herausgabe der Archivnachrichten aus Hessen, des Tätigkeitsbereichs des Hessischen Landesarchivs sowie Betreuung der zentrale Homepage des Landesarchivs)

## Das Gebäude
Die Übernahme von Archiv- und Registraturgut aus den aufgelösten Behörden der Nachkriegszeit und der Zugang neuen Schriftguts aus den obersten Landesbehörden zehrten die Magazinkapazitäten rasch auf. Der in den Jahren 1981 bis 1985 in der Mosbacher Straße in Wiesbaden errichtete Neubau spiegelt den aktuellen Stand der Archivtechnik und gilt noch heute als mustergültiger Archivzweckbau mit einem Fassungsvermögen von rund 70 km laufendem Archivgut. Das alte Archivgebäude aus dem 19. Jahrhundert in der Mainzer Straße wurde nach dem Umzug abgerissen.